# Kantirayapura, Channarayapatna
Kantirayapura là một làng thuộc tehsil Channarayapatna, huyện Hassan, bang Karnataka, Ấn Độ.